# Dumitru Șerban
Dumitru Șerban (n. 7 septembrie 1955) este un fost deputat român în legislatura 1990-1992, ales în județul Sibiu pe listele partidului FSN. Dumitru Șerban a fost membru în grupurile parlamentare de prietenie cu Republica Venezuela, Regatul Unit al Marii Britanii și Irlandei de Nord, Republica Elenă și Republica Chile.